# The Ocean Waif

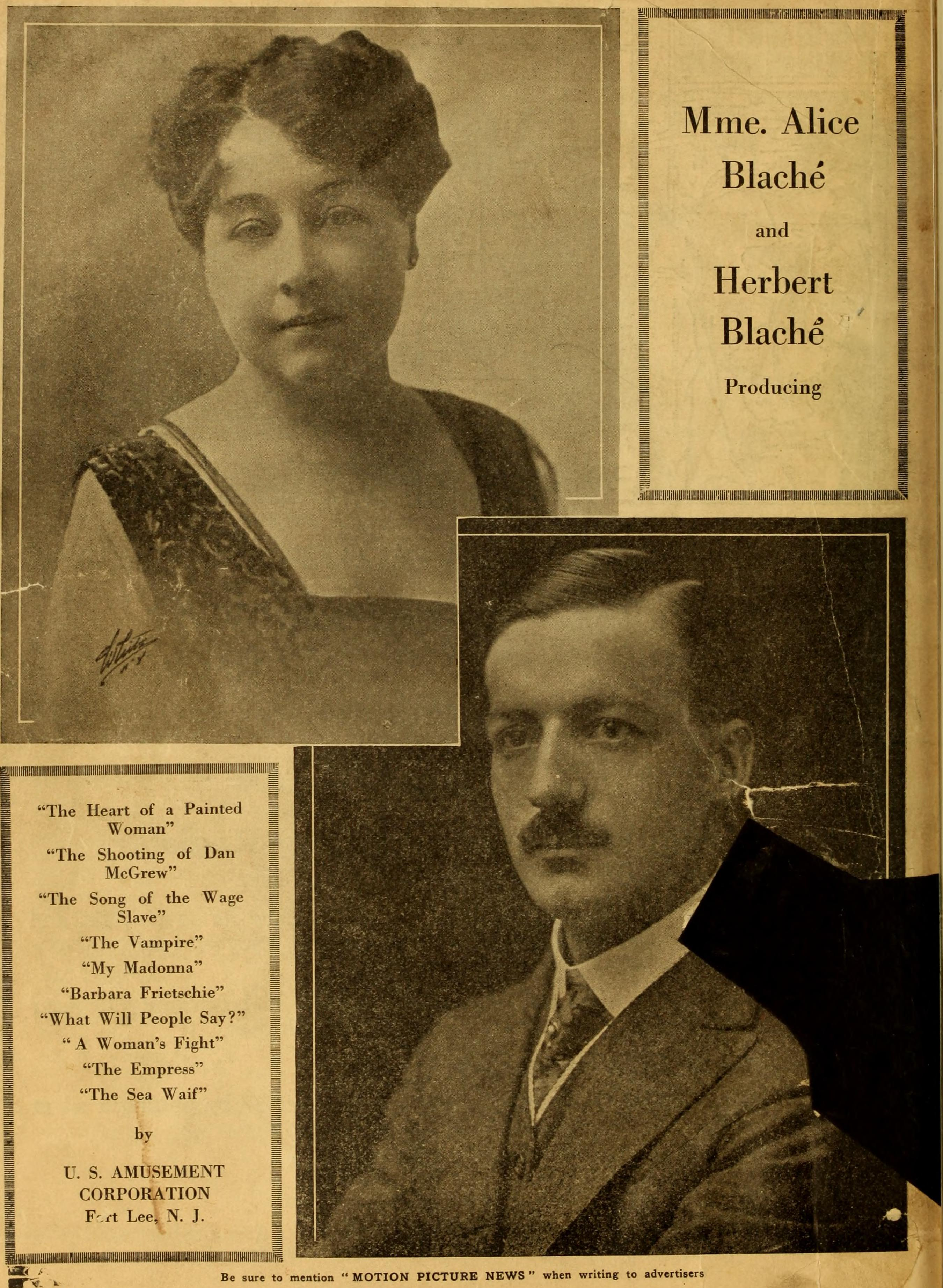
Alice Guy et Herbert Blaché dans Motion Picture Studio en 1916.

The Océan Waif est un film américain réalisé par Alice Guy et sorti en 1916.

## Synopsis
Une orpheline maltraitée par son beau père trouve refuge dans un manoir inhabité, qui serait hanté.

## Fiche technique
- Réalisation : Alice Guy
- Scénario : Frederick Chapin (non crédité)
- Producteur : Herbert Blaché (non crédité)
- Production : Solax Film Company
- Photographie : John G. Haas (non crédité)
- Genre : Drame
- Durée : 40 minutes
- Date de sortie : 
  - États-Unis : novembre 1916[2]

## Distribution
- Doris Kenyon
- Carlyle Blackwell
- Edgar Norton
- Fraunie Fraunholz (en)
- William Morris (en)

## Statut du film
Le film est conservé à la Bibliothèque du Congrès, et a été réédité en DVD.